# Viola orphanidis
Viola orphanidis är en violväxtart. Viola orphanidis ingår i släktet violer, och familjen violväxter.

## Underarter
Arten delas in i följande underarter:
- V. o. crinita
- V. o. nicolai
- V. o. orphanidis